# Гиллеспи (округ)
О́круг Гиллеспи (англ. Gillespie county) — округ штата Техас Соединённых Штатов Америки. На 2000 год в нём проживало 20 814 человек. По оценке бюро переписи населения США в 2008 году население округа составляло 23 782 человек. Окружным центром является город Фредериксберг.

## История

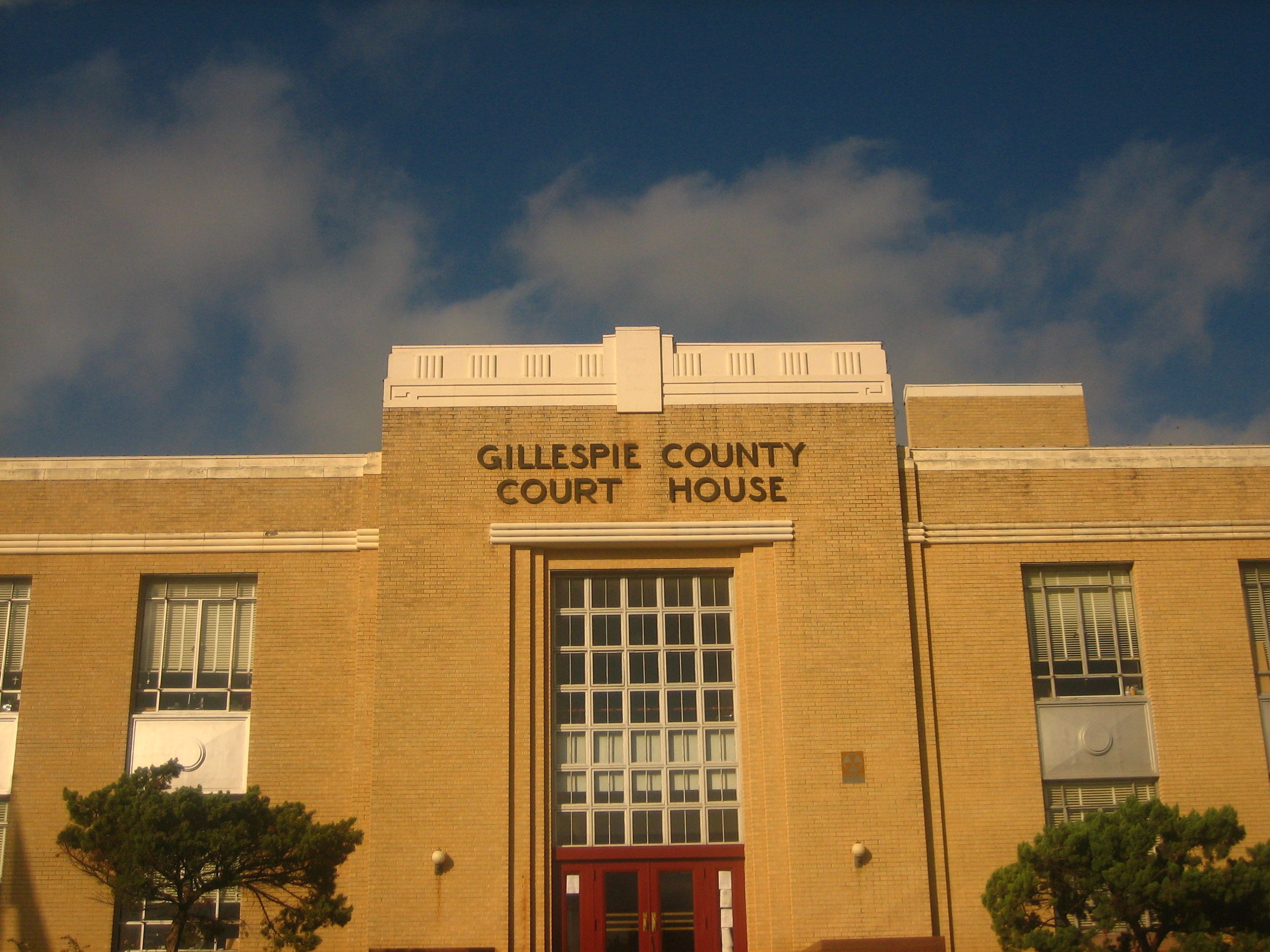
Окружной суд округа Гиллеспи

Округ Гиллеспи был сформирован в 1848 году из частей округов Бехар и Тревис. Он был назван в честь Роберта Эддисона Гиллеспи, техасского рейнджера, коммерсанта и солдата в Американо-мексиканской войне.
В 1971 году в 27 километрах к северу от Фредериксберга был открыт заповедник Энчантед-Рок.